# Quartier des Boiffiers (Saintes)
Les Boiffiers est un quartier de la ville de Saintes, un chef-lieu d'arrondissement du département de la Charente-Maritime, dans le sud-ouest de la France.
Constitué essentiellement d'immeubles de logements sociaux et de zones pavillonnaires, il s'étend sur la partie orientale du plateau de Bellevue, au sud-ouest de l'agglomération. Il est limité au nord par l'avenue de Saintonge, à l'ouest et au sud par la rocade ouest et à l'est par le quartier de Bellevue. Du fait du phénomène d'étalement urbain, ces deux quartiers autrefois distincts tendent à ne plus former qu'un unique ensemble aux limites mal définies. Ainsi, le contrat urbain de cohésion sociale de la ville de Saintes (2007-2012) envisage la création d'une unité urbaine de grand quartier.

## Histoire
La création de ce nouveau quartier intervient en 1963 afin de répondre aux besoins de logements des rapatriés d'Afrique du nord. Plusieurs immeubles d'habitation sont édifiés à la demande de l'OPHLM (office public des habitations à loyer modéré) de la ville, qui confie cette tâche à l'architecte Hoffelt. Ces infrastructures apparaissant comme insuffisantes au regard du développement de l'agglomération, de nouveaux immeubles sont édifiés entre 1972 et 1975, cette fois sous la supervision de la SEMIS, une société d'économie mixte. Les architectes Harlaut et Gaudin se chargent de dessiner des barres de béton aux lignes à la fois modernistes et épurées, organisées autour d'une place centrale, la place de Coquèche. Au total, le quartier des Boiffiers compte 1100 logements, dont une partie a été conçue dès le départ pour être en accession à la propriété.

## Présentation
Le quartier est équipé d'espaces verts (square du bataillon violette, mail), d'un centre commercial et de commerces de proximité, d'infrastructures scolaires et périscolaires (crèches, jardin d'enfant, école Saint-Exupéry, collège Edgar Quinet, établissement régional d'enseignement adapté) ou sportives (gymnase des Boiffiers, aire de skate-board, piste de BMX). On y trouve de même une maison des jeunes, une chapelle catholique (chapelle Sainte-Eustelle) et une gendarmerie. Séparé du reste de l'agglomération par l'avenue de Saintonge, le quartier est desservi par la ligne 1 du réseau de transports urbains BUSS.
Au total, le quartier compte une population de 1559 habitants dont une forte proportion de personnes aux revenus modestes et de familles monoparentales. Le taux de chômage y est supérieur au reste de l'agglomération (30 %), de même que la moyenne d'âge des habitants.
Parmi les objectifs du contrat urbain de cohésion sociale (2007-2012) figurent notamment la revitalisation des commerces de proximité, le développement de la mixité de l'habitat, la réhabilitation de certains espaces publics et la construction de nouveaux logements sociaux.
Le 30 septembre 2015 a été signé un contrat de ville pour le quartier prioritaire Bellevue-Boiffiers pour la période 2015-2020.